# Beth Munro
Pour les articles homonymes, voir Munro.
Beth Munro, née le 23 juin 1993 à Liverpool, est une taekwondoïste handisport britannique concourant chez les -58 kg. Elle est vice-championne paralympique de sa catégorie en 2021.

## Biographie
Beth Munro est originaire de Litherland, une bourgade de la banlieue de Liverpool. Née sans avant-bras gauche, elle a une sœur jumelle Faye qui n'a aucun handicap.
Elle est diplômée de l'université de Liverpool John-Moores.

## Carrière
Aux Jeux paralympiques d'été de 2020, elle bat successivement la Turque Gamze Gürdal puis la Népalaise Palesha Goverdhan et la Chinoise Li Yujie pour atteindre la finale où elle est finalement battue par la Danoise Lisa Gjessing.